# ریش‌مرغان آسیایی
ریش‌مرغان آسیایی (نام علمی: Megalaimidae) نام یک تیره از راسته دارکوب‌سانان است.